# Bruno Cardeñosa
Bruno Cardeñosa Chao (Orense; 18 de octubre de 1972) es un periodista y escritor español. Cursó estudios de periodismo en la Universidad del País Vasco. Desde el 2007 dirige y presenta el programa La Rosa de los Vientos de Onda Cero y es director de la revista Historia de Iberia Vieja.

## Biografía
Nacido en Galicia, vivió durante su niñez en Zaragoza, luego se trasladó a Bilbao donde cursó estudios de periodismo en la Universidad del País Vasco. Su interés por la investigación y la divulgación del fenómeno ovni y los sucesos paranormales tuvo comienzo en 1986 con la lectura del libro “La punta del Iceberg” de J. J. Benítez.
Comenzó su actividad periodística profesional en 1988, con quince años de edad, como colaborador en Radio Heraldo de Aragón. El programa se llamaba IV Dimensión. Ese año se publicó su primer reportaje en la revista Karma-7 y tuvieron lugar sus primeras conferencias. Después trabajó en la emisora Cadena Ibérica al frente del programa Tierra de Nadie y en Radio Mai en La otra orilla, programa creado y conducido por él.
Se estableció en Madrid en 1997 y durante dos años desarrolló su actividad como copresentador del programa Mundo misterioso de Radio Voz, primero junto a Ana Cumplido y después con el periodista Manuel Carballal. En esa época publicó como redactor (posterior redactor jefe) en la revista Más Allá.
En 1999 fue reclutado por Juan Antonio Cebrián para formar parte del equipo de colaboradores del programa radiofónico La Rosa de los Vientos de Onda Cero. Allí participó en la conocida como «Tertulia de las cuatro C» (Tertulia zona cero), además de contar con secciones propias como «La cara B», «Enigmas del mundo» y «Expedientes del misterio», las dos últimas dedicadas al mundo de los enigmas científicos, ufológicos y paranormales, que dieron lugar a sendos libros: 100 Enigmas del Mundo (2003) y Expedientes del misterio (2009). 
En 2006 comenzó una nueva sección donde se encargó de informar a los oyentes sobre mentiras populares, falsas noticias y leyendas urbanas. Aquella sección tuvo un enorme éxito de audiencia que dio origen a un nuevo trabajo literario: Mentiras populares. Leyendas urbanas y otros engaños (2008). Año tras año le fue asignado permanecer al frente del programa en agosto debido a «sus brillantes colaboraciones y reconocimiento de la exigente audiencia».
Incursionó en la divulgación científica y publicó El Código Secreto (2001), un libro de cuatrocientas páginas sobre antropología y evolución. Al siguiente año se incorporó como redactor (2002-2007) de la revista Enigmas. En 2003 salió a la venta el libro 11-S: Historia de una infamia, donde se adentró en el mundo de la geopolítica, conspiración y manipulación. Le siguieron, en la misma línea: 11-M. Claves de una conspiración (2004), La jugada maestra, ¿A quién beneficia realmente el nuevo terrorismo mundial? (2005), El Gobierno invisible, Think-tank: los hilos que manejan el mundo (2008), Conspiraciones y misterios de la historia de España (2011), W de WikiLeaks (2011), el primer libro publicado en España relacionado con el fenómeno de WikiLeaks y la figura de su creador Julian Assange, Triple A. ¿Quién mueve los hilos? (2013), Autopistas del misterio (2014), un resumen de los casos más inexplicables que se ha encontrado en su trayectoria, y Un mundo Infeliz (2015).
En televisión ha participado en numerosos programas destacando: Channel nº4 (Cuatro TV), como colaborador semanal (2006-2008), y “Lo que sé del miedo” (Neox), como presentador (2008 - 2009). El programa estuvo compuesto por trece capítulos en formato talk show de una hora de duración. La grabación se realizó en el Hospital del Santo Ángel, una antigua institución psiquiátrica abandonada de Navacerrada (Madrid).
El 19 de septiembre de 2007 fue nombrado director de la revista Historia de Iberia Vieja especializada en la historia de España. Desde ese año, tras el fallecimiento de su creador y director Juan Antonio Cebrián, presenta y dirige el programa radiofónico La Rosa de los Vientos que cumplió veinte años de emisión en 2018 y es un programa «de culto» por sus seguidores. Debido al éxito de descargas de sus podcast en las plataformas digitales, en octubre de 2013, la Asociación Podcast le otorgó el premio al mejor podcast de radio comercial al programa "La Rosa de los Vientos".
La noche del 9 de junio de 2019, durante la emisión de su programa La Rosa de los Vientos, sorprendió a sus oyentes con un mensaje muy personal: "Hace unos días fue el día de la esclerosis múltiple. La Fundación Atresmedia se sumó a la campaña, que tenía el lema 'más cerca de lo que piensas hay una persona con esclerosis múltiple'. Sí, es cierto: la hay al otro lado de La Rosa de los Vientos. Soy uno de ellos". Hizo lo propio a través de una carta abierta que publicó en la red social Twitter el día 10 de junio de 2019, donde el periodista ha recibido cientos de mensajes de ánimo y apoyo de compañeros de profesión, amigos y seguidores.
En 2021, ve la luz su nuevo trabajo literario, La vida se torció. Mi día a día con esclerosis múltiple (2021).
En 2023, presenta su libro, Aquí comienza La rosa de los vientos (2023), una selección de sus mejores editoriales del programa.

## Obras
- 20 relatos inquietantes (Corona Borealis, 1995) en colaboración con VV.AA. ISBN 978-84-95645-22-7
- 50 años de ovnis: las mejores evidencias (América Ibérica, 1997). ISBN 978-84-88337-28-3
- Los archivos secretos del Ejército del Aire (Bell Bock, 1998). ISBN 978-84-923786-1-6
- El código secreto (Grijalbo, 2001). ISBN 978-84-253-3587-7
- Ovnis en España. Lo que oculta el Ejército del Aire. Testimonios de pilotos y militares (América Ibérica, 2002). ISBN 978-84-923786-1-6
- 11-S Historia de una infamia (Corona Borealis, 2004). ISBN 978-84-95645-53-1
- 11-M Claves de una conspiración (Espejo de tinta, 2004). ISBN 978-84-96280-05-2
- 100 Enigmas del Mundo (Corona Borealis, 2004). ISBN 978-84-95645-60-9
- El nerón del siglo XXI: George W. Bush, presidente de James Hatfield (Bruno Cardeñosa Apóstrofe SL Aguilar, 2004). ISBN 978-84-455-0258-7
- La jugada maestra. ¿A quien beneficia realmente el nuevo terrorismo mundial? (Temas de hoy, 2005). ISBN 978-84-8460-430-3
- El día de mañana. Incógnitas del futuro (Temas de Hoy, 2006). ISBN 978-84-8460-516-4
- Enigma. De las pirámides de Egipto al asesinato de Kennedy (Temas de Hoy, 2006) - Creado en colaboración con Carlos Canales Torres, Jesús Callejo y Juan Antonio Cebrián. ISBN 978-84-8460-565-2
- El misterio OVNI: Un alto secreto al descubierto Investigaciones y evidencias (Nowtilus, 2007). ISBN 978-84-9763-341-3
- El gobierno invisible. Think-Thank: los hilos que manejan el mundo (Espejo de tinta, 2007). ISBN 978-84-96892-00-2
- Mentiras populares. Leyendas urbanas y otros engaños (Espejo de tinta, 2008). ISBN 978-84-96892-24-8
- 20 Historias inquietantes (Minotauro, 2007), en colaboración con VV.AA. ISBN 978-84-450-7741-2
- Expediente del misterio (Libros Cúpula, 2009). ISBN 9788448048426
- W de Wikileaks (Libros Cúpula, 2011). ISBN 978-84-480-6892-9
- Conspiraciones y misterios de la historia de España [La Esfera De Los Libro, 2011]. ISBN 9788499700458
- Triple A. Quién mueve los hilos (Libros Cúpula, 2012). ISBN 9788448069063
- Austopista del Misterio (Libros Cúpula, 2013). ISBN 9788448018344
- Un Mundo Infeliz (Libros Cúpula, 2014). ISBN 9788448020835
- La Cara B de la Pandemia. Lo que la mascarilla no nos deja ver (Indepently published, 2019). ISBN 9798653001642
- La vida se torció. Mi día a día con esclerosis múltiple (Cydonia, 2021). ISBN 9788412240344
- Aquí comienza La rosa de los vientos (Luciérnaga, 2023).  ISBN 9788419164810

## Actividad profesional

### Radio
- Mundo Misterioso (1997-1999), en Radio Voz
- La Rosa de los Vientos (1999 - presente), en Onda Cero

### Televisión
- Channel nº4 (2006-2008), en Cuatro
- Lo que sé del miedo (2009-2010), en Neox

### Prensa escrita
- Más Allá (1998-1999)
- Enigmas (2002-2007)
- Historia de Iberia Vieja (2007 - presente)